# هوندا إليت
هوندا إليت(بالإنجليزية: Honda Elite)‏ هي دراجة نارية من تصنيع هوندا.